# ネルー・ガーンディー・ファミリー

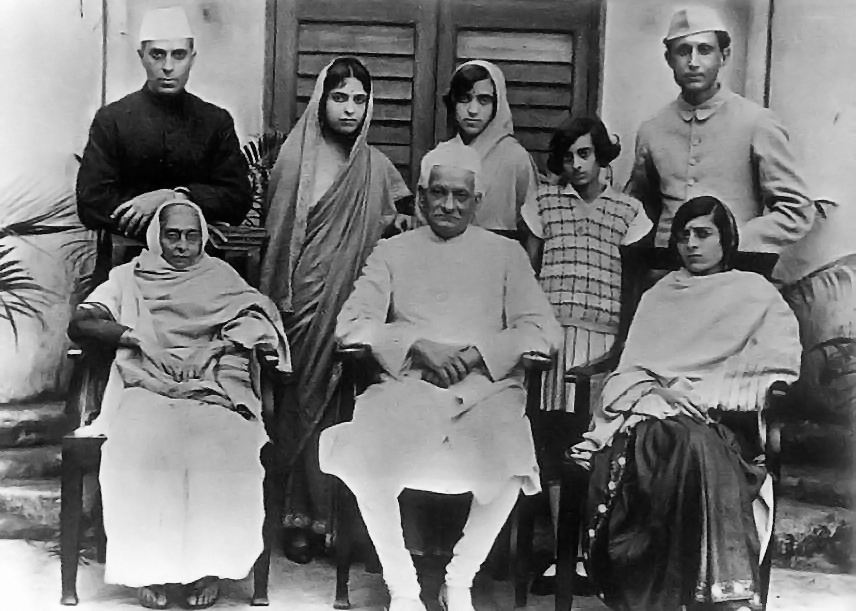
1927年頃の家族写真。前列の中央がモティラル、右がカマラ。後列の一番左より右から2番目にかけてジャワハルラル、ヴィジャヤ、クリシュナ、インディラ

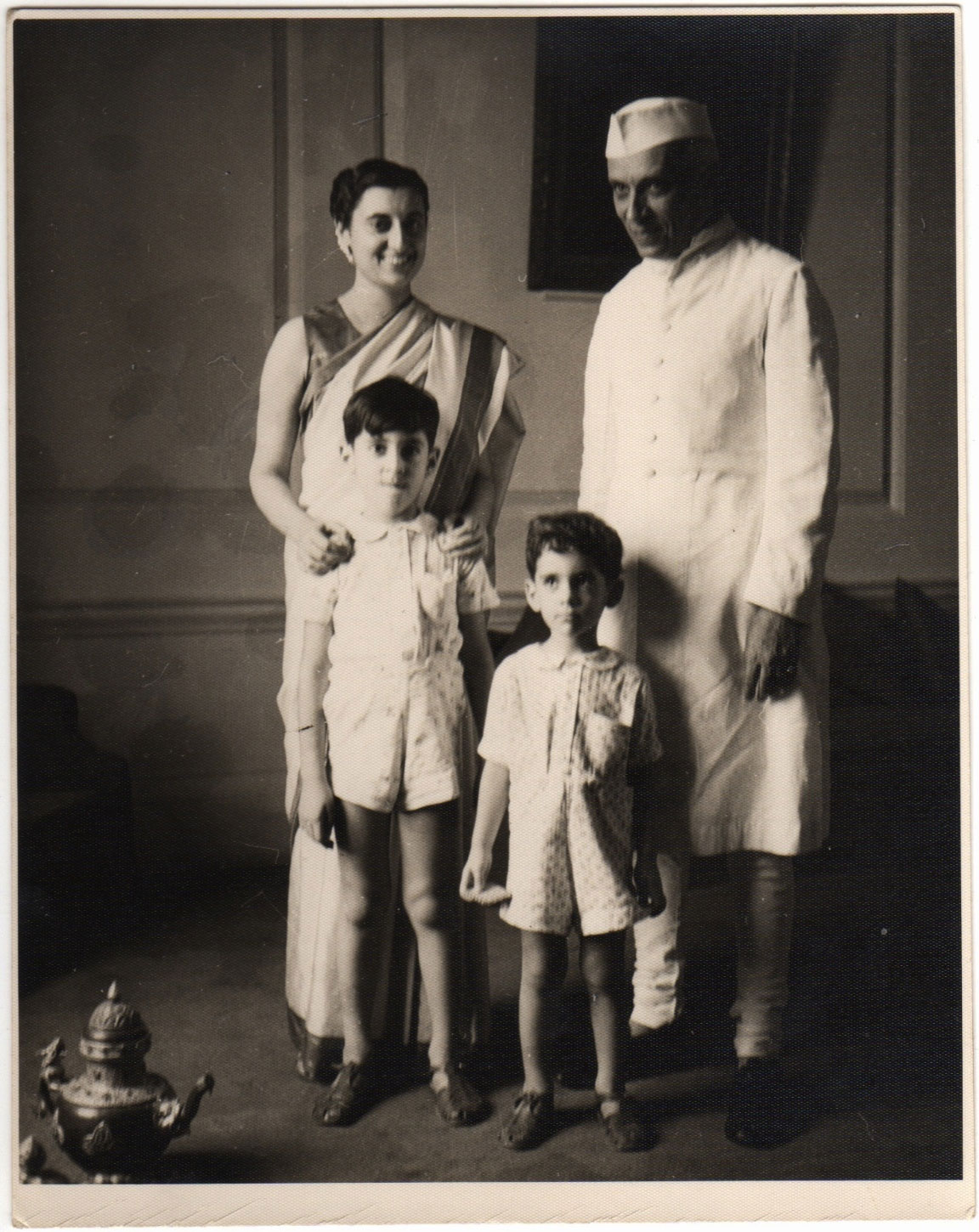
1949年1月13日撮影。ジャワハルラル、インディラ、ラジヴ、サンジャイ

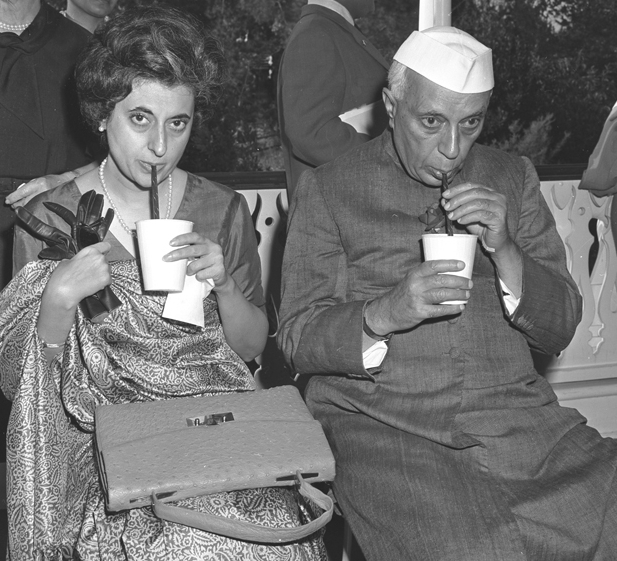
1961年撮影。インディラとジャワハルラル

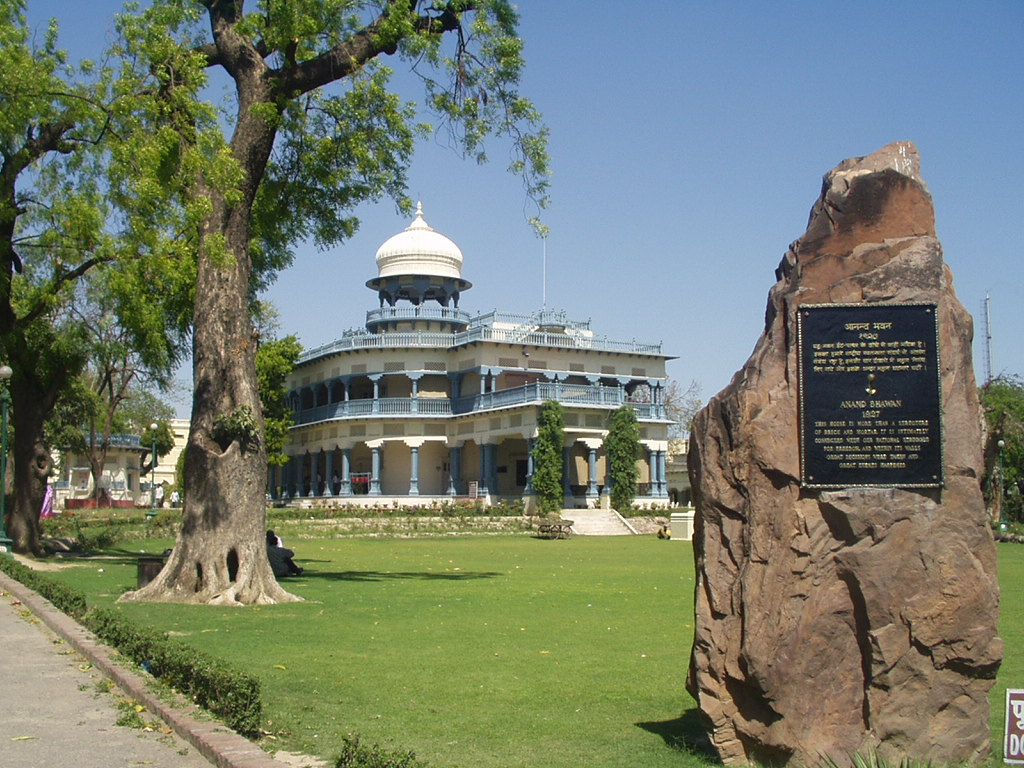
アラハバードにある一族の先祖代々の生家、「アナンダ・バーヴァン」

ネルー・ガンディー・ファミリーは、主にインド国民会議（INC）を担ってきたインドの著名な政治家の家系である。

## 概要
1947年のイギリス支配からの独立以降の最初の65年のうち、合わせて約37年間にわたって首相を務めてきた。ザ・ガーディアン紙は同じく悲劇に彩られたケネディ家と対比し、「ネルー・ガンディーのブランドは世界で他に類を見ないほどである」と評した。
ジャワハルラル・ネルーの娘、インディラ・ネルーはフィローズ・ガンディー（マハトマ・ガンディーとは血縁関係は無い）と結婚した後に、インディラ・ガンディーと名前を変更した。

## 家系

### 第一世代
- ガンガダル・ネルー（英語版） (1827–1861)  - ムガル帝国配下のデリー駐在コートワール（英語版）（都市長官）を務めたが、この職は1857年に勃発したインド大反乱によって廃止された[4]。家族と一緒に逃亡した先のアグラで1861年2月に死亡した[5][6]。

### 第二世代
- ナンドラル・ネルー（英語版） (1845–1887)  - ガンガダルの次男でモティラルの兄[7]。ラージプータナーのケトリ（英語版）に位置する藩王国で1862年からディーワーンを務めたが、1870年に辞任した[8]。ケトリを去った後に法律を勉強して弁護士になった[9]。
- モティラル・ネルー（英語版） (1861–1931)  - ガンガダルの末子で父の死から3ヵ月後の1861年5月に出生した[5][6]。著名な弁護士かつインド国民会議（INC）議長（インド国民会議議長の一覧（英語版））を二度務めたインド独立運動の代表的な指導者だった[6]。

### 第三世代
- ブリジラル・ネルー（英語版） (1884–1964)  - ナンドラルの息子で、ハリ・シン（英語版）が統治していた時期にジャンムー・カシミール藩王国の財務大臣を務めた[10]。
- ラメシュワリ・ネルー（英語版） (1886–1966)  - ブリジラルの妻で、女性の権利向上を目的とした全インド女性会議（英語版）（AIWC）の共同設立者の一人だった[11]。
- ジャワハルラル・ネルー (1889–1964)  - モティラルの息子で[6]、1930-40年代のインド独立運動における最も代表的な指導者の一人だった[12]。1947年8月15日に独立したインドの初代首相に就任し、亡くなる1964年5月27日まで務めた[12]。
- カマラ・ネルー（英語版） (1899–1936)  - ジャワハルラルの妻（インディラの母）で、自由を求める闘争に参加して二度逮捕された[13]。長い間結核に苦しみ、1936年2月28日に若くして亡くなった[13]。
- ヴィジャヤ・ラクシュミ・パンディット（英語版） (1900–1990)  - ジャワハルラルの妹（モティラルの長女）で、インド独立運動に参加して三度投獄され、独立後は外交官として国際連合総会議長などを務めた[14]。
- クリシュナ・フーシーシン（英語版） (1907–1967)  - ジャワハルラルとヴィジャヤの妹で[15]、作家の道に進んだ[16]。

### 第四世代
- ブラジ・クマール・ネルー（英語版） (1909–2001)  - ブリジラルとラメシュワリの息子で、駐米インド大使（英語版）やジャンムー・カシミール州知事、トリプラ州知事などを歴任した[17]。
- フィローズ・ガンディー (1912–1960)  - 1942年3月26日にインディラと結婚した[18]。ローク・サバー（下院議会）議員として義父の政権の汚職も批判し、最も人気ある議員の一人だった[18]。
- インディラ・ガンディー (1917–1984)  - ジャワハルラルとカマラの一人娘で、1966年1月19日に首相に選出された[19]。1984年10月31日に2人のシク教徒の警護隊員によって暗殺された⇒（インディラ・ガンディー暗殺事件（英語版））[20]。
- ナヤンタラ・サーガル（英語版） (1927–)  - ヴィジャヤの娘で、1985年に執筆した小説『リッチ・ライク・アス（英語版）』が評価されて翌1986年にサーヒトヤ・アカデミー賞（英語版）を受賞した[21]。

### 第五世代
- アルン・ネルー（英語版） (1944–2013)  - ナンドラルのひ孫で、1980年代に連邦政府（英語版）の大臣を務めた[22]。
- ラジヴ・ガンディー (1944–1991)  - インディラとフィローズの長男で、インディラの暗殺後に首相に就任した[23]。1991年5月21日に「タミル・イーラム解放のトラ」（LTTE）の女性自爆テロで暗殺された⇒（ラジーヴ・ガンディー暗殺事件（英語版））[24]。
- ソニア・ガンディー (1946–)  - ラジヴの妻で、イタリア出身である[25]。国民会議総裁と統一進歩同盟（UPA）議長を務めた[25]。
- サンジャイ・ガンディー (1946–1980)  - インディラとフローズの次男で、インディラが最も信頼していた補佐役の一人であり、彼女の後継者と目されていた[26]。1980年6月23日に曲技飛行を試みて失敗し、発生した航空事故によって死亡した[27]。
- メーナカー・ガンディー (1956–)  - サンジャイの未亡人[28]。インド人民党（BJP）に所属して環境保護活動や動物の権利運動に尽力しており、連邦政府の女性子供開発省（英語版）の大臣を務めた[28]。

### 第六世代
- ロバート・ヴァドラ（英語版） (1969–)  - プリヤンカの夫で著名な実業家であるが、違法な土地取引の嫌疑に直面している[29]。
- ラフル・ガンディー (1970–)  - ラジヴとソニアの長男で[1][30]、国民会議副総裁を務めた[31]。
- プリヤンカ・ヴァドラ (1972–)  - ラジヴとソニアの長女で、「インディラの再来」とも言われて兄のラフルを上回る人気を誇り、政界入りが熱望され[32]、2024年に下院議員となった。
- ヴァルン・ガンディー (1980–)  - サンジャイとメーナカーの息子で、父親の事故死の後に出生した[33]。33歳の若さで人民党の書記に就任した[34]。

## 肖像写真

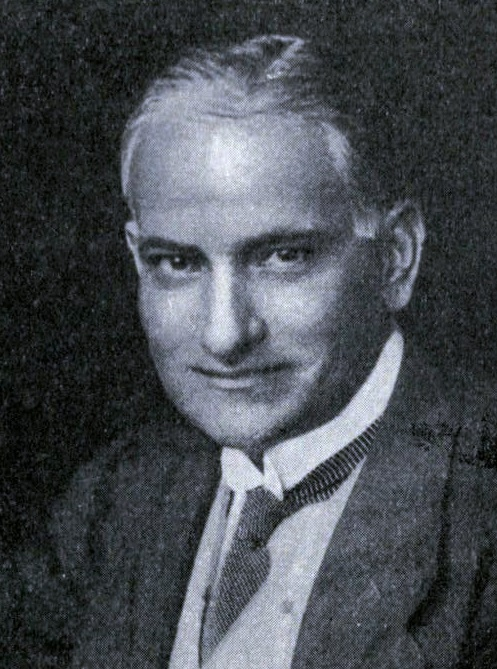
モティラル （第二世代）
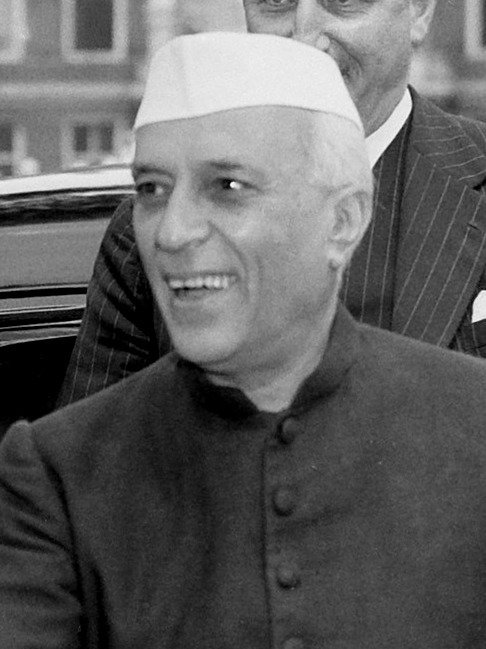
ジャワハルラル （第三世代）
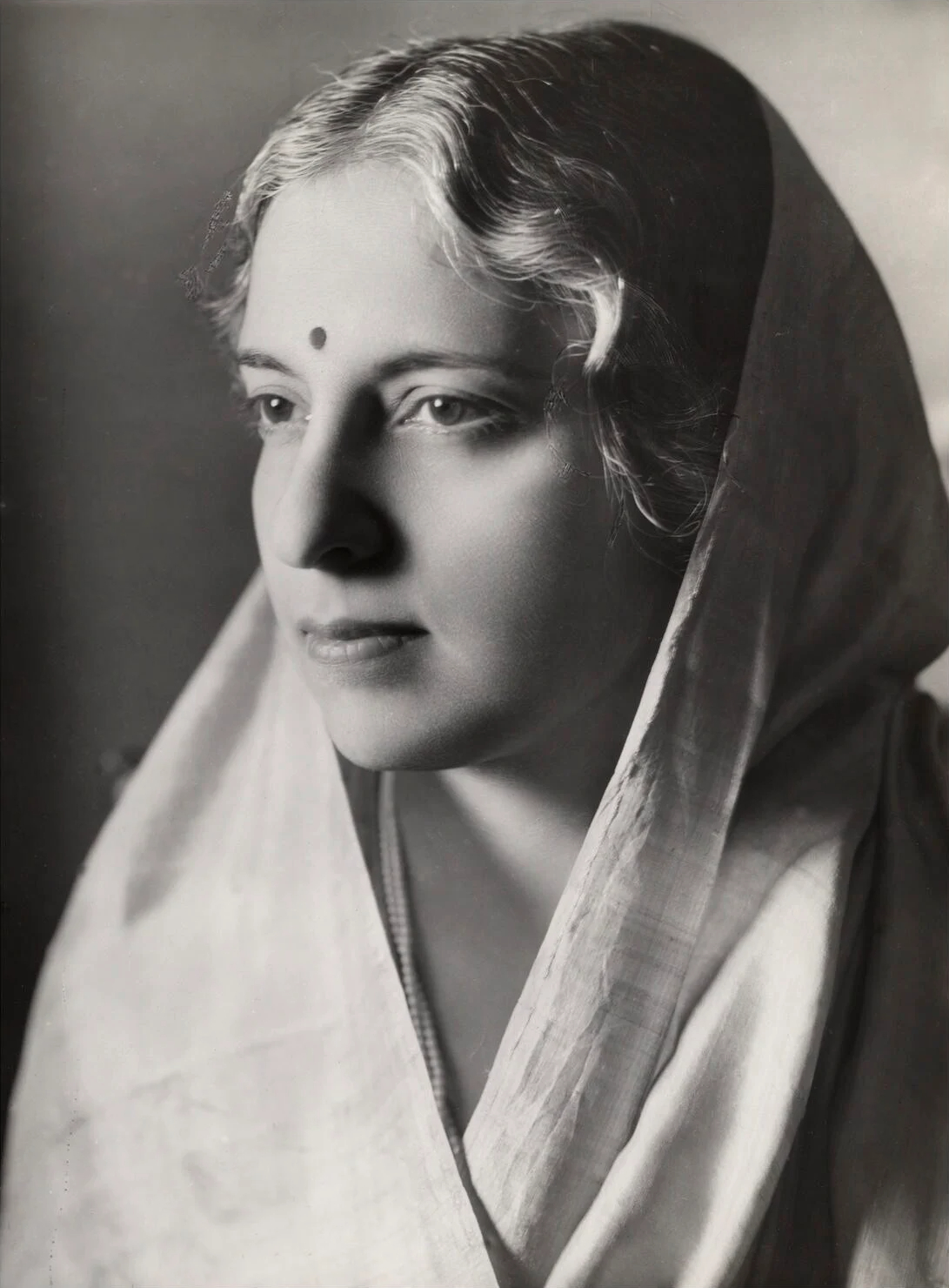
ヴィジャヤ （第三世代）
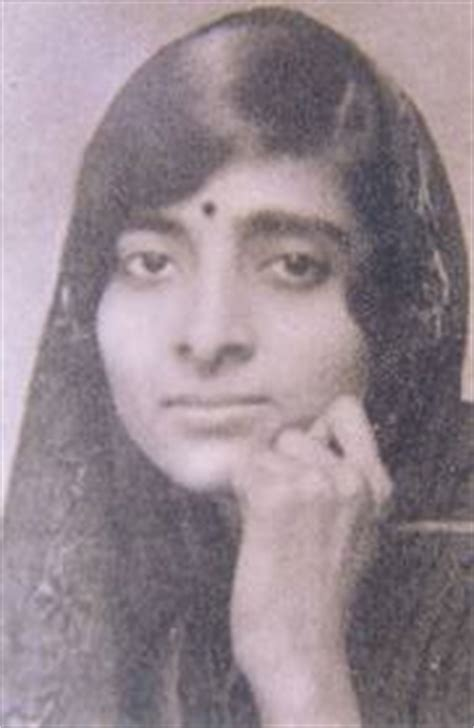
カマラ （第三世代）
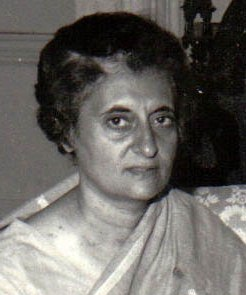
インディラ （第四世代）
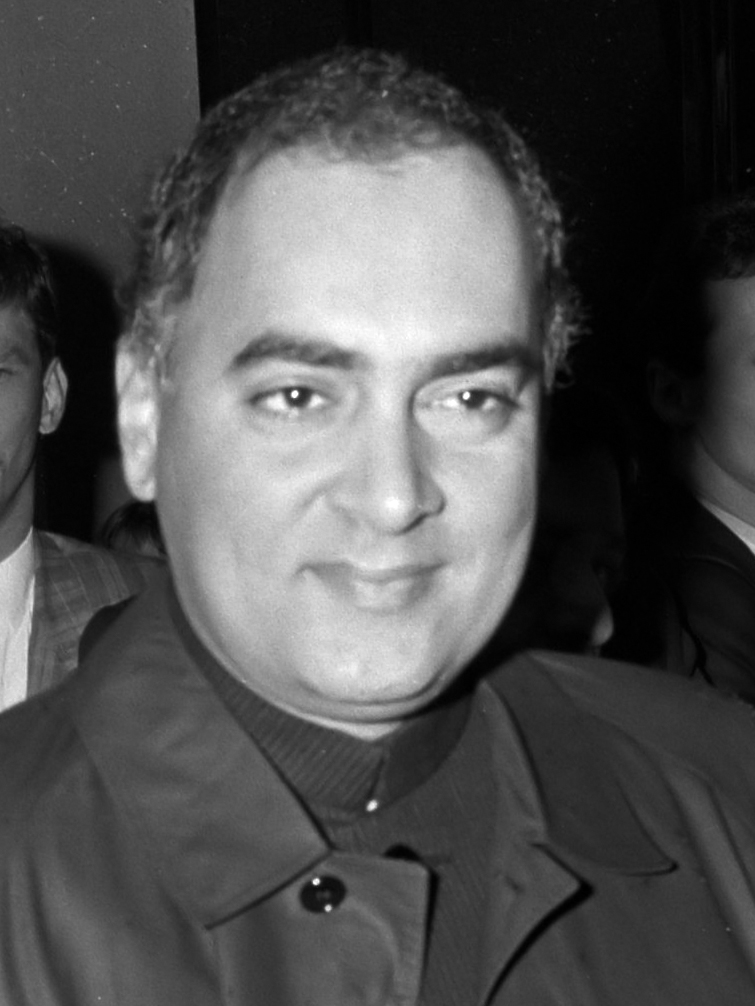
ラジヴ （第五世代）
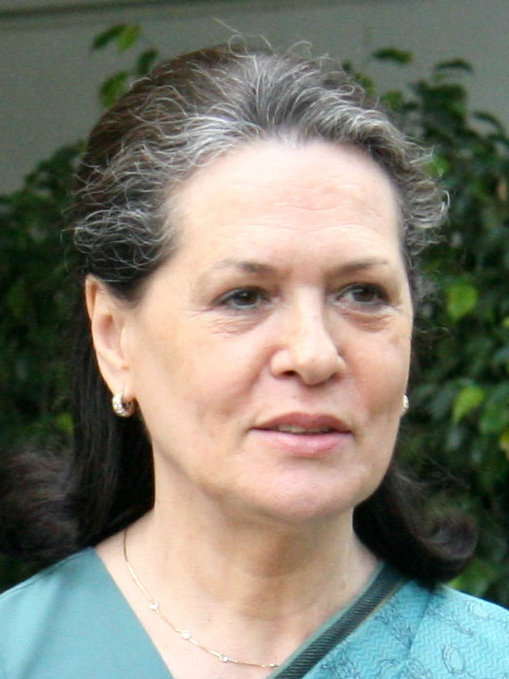
ソニア （第五世代）
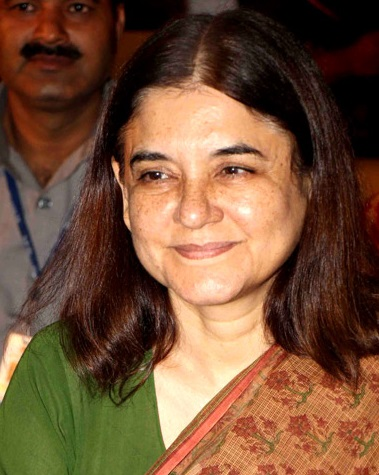
メーナカー （第五世代）